# Diogo Teixeira de Macedo
Diogo Teixeira de Macedo, primeiro e único barão de São Diogo (23 de dezembro de 1813 — 19 de novembro de 1882), foi magistrado e político brasileiro.
Foi 1º vice-presidente da província do Rio de Janeiro, nomeado por carta imperial de 6 de abril de 1869, de 1 de maio de 1869 a 5 de maio de 1870, e deputado à Assembleia Geral.
Filho do major reformado Diogo Teixeira de Macedo e de Ana Matoso da Câmara de Macedo, era irmão do conselheiro Sérgio Teixeira de Macedo e do poeta Álvaro Teixeira de Macedo.
Era bacharel em Direito pela Academia de São Paulo. Foi Oficial da Secretaria do Governo do Rio de Janeiro, em 1836, e seguiu a carreira da magistratura, chegando a desembargador, cargo em que se aposentou. Era Cavaleiro da Imperial Ordem de Cristo e Oficial da Imperial Ordem da Rosa, sócio do Instituto Histórico e Geográfico Brasileiro desde 1839.
Condecorado com o título de barão em 18 de dezembro de 1873.